# Вікторія Кохана
Вікторія Кохана (справжнє ім'я Вікторія Кущ, виступає також під псевдонімом Торія Таль; нар.. 27 травня 1990, Київ) — українська композиторка, саунд-продюсерка, громадська діячка.
Організаторка заходів, що мають важливе значення для розвитку музичної культури незалежної України. Володарка престижної нагороди «Золотий диск» Міжнародної федерації виробників фонограм (IFPI). Багаторазова лауреатка популярних музичних фестивалів «Пісня року», «Шансон року», «Золотий грамофон», Російської національної музичної премії та інших.
Заслужена діячка мистецтв України.

## Біографія
Вікторія Кущ народилася 27 травня 1990 року в Києві в українській родині. У віці п'яти років почала займатися музикою. Закінчила Київську середню спеціалізовану музичну школу ім. М. В. Лисенкá. Після - диригентсько-хоровий факультет (клас Тимошенко О. С.) і композиторський факультет (клас Дичко Л. В.) Національної музичної академії України імені П. І. Чайковського.

## Творчість
Після закінчення консерваторії присвятила себе роботі з естрадною музикою. Дуже скоро змогла домогтися популярності в Україні, в тому числі завдяки ряду хітів для групи «Неангели», які увійшли в Альбом № 1" («Ти з тих самих», «Я знаю, це ти», «Юра, прости», «Boy»). Дві пісні з цього альбому були відібрані для збірки «50 кращих пісень України», а сам альбом удостоєний нагороди «Золотий диск». Також сингл Вікторії «Знаєш» в 2015 році був визнаний самим ротованим хітом в ефірі українських радіостанцій.

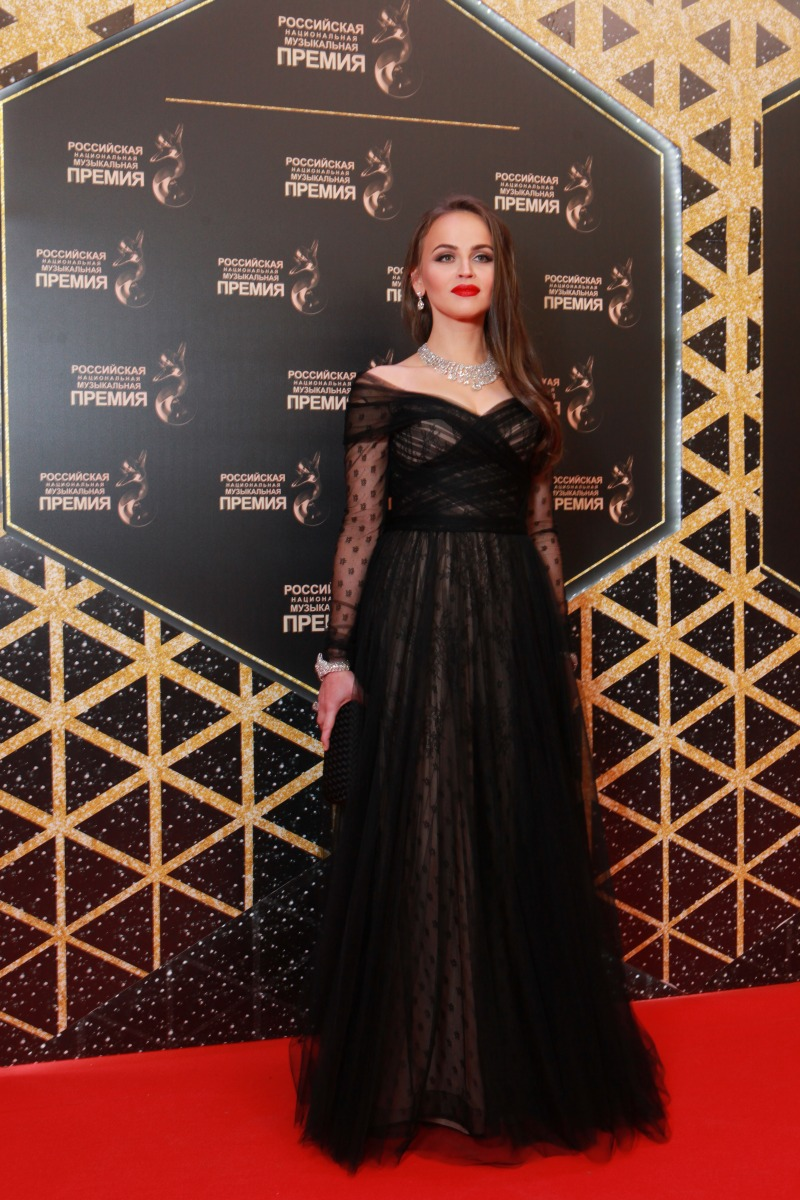
Вікторія Кохана — фіналіст «Російської Національної Музичної Премії-2017»

Також Вікторія Кохана пише проникливу музику для іноземних виконавція, як, наприклад, дуету Олександра Маршала і Наташі Корольової («Порочний я тобою») і запальною композиції співачки Слави («Стиглий мій»). На пісню «Стиглий мій» вийшов романтичний кліп, знімання якого відбувалося у Тоскані (Італія). Режисером постановки виступив відомий кліпмейкер Альбіно Граціано, головні ролі виконали сама Слава і популярний актор Альфонсо Вилела (Португалія).
В останні роки Вікторія Кохана — незмінний лауреат найпопулярнішого телефестивалю в Росії «Пісня року». Так, у 2014 році дві пісні Вікторії «Порочний я тобою» і «Стиглий мій» стали переможцями цього конкурсу. 2015 року хіти молодої талановитої композиторки знову в числі переможців «Пісні року»: «Твоїх рук рідні обійми» у виконанні Таїсії Повалій і ніжна чуттєва балада «Цей рік кохання» (Зара).
У 2015 році музична композиція Вікторії Коханої, написана для кліпу «Порочний я тобою» визнана переможцем у номінації «Fashion відео» в рамках популярної щорічної премії Fashion People Awards. При цьому сама Вікторія Кохана була удостоєна цієї премії в номінації «Відкриття року в музичній індустрії» як кращий композитор та саунд-продюсер.
Вікторія Кохана активно співпрацює з багатьма популярними виконавцями України та Росії. Так, у 2014 році Вікторія була запрошена на посаду саунд-продюсера нового альбому «Магія Л..» Наташі Корольової. Зараз готується до виходу новий альбом Вікторії Коханої, в якому будуть представлені пісні композиторки, написані в співавторстві з відомими поетами, а серед виконавців альбому — перші зірки російської естради .
У квітні 2016 року прониклива композиція Вікторії Коханої «Твоїх рук рідні обійми», написана для Таїсії Повалій одностайно визнана переможцем авторитетного музичного конкурсу «Шансон року», що проходив в Державному Кремлівському палаці Москви.
На «Новій хвилі — 2016», що проходила у вересні в Сочі, яскравий хіт Вікторії Коханої «Чай з молоком» у виконанні Таїсії Повалій отримав найвищу оцінку музичних критиків.
У грудні 2016 року дві пісні Вікторії Коханої визнані лауреатами найпрестижнішого музичного фестивалю Росії «Пісня року»: «Божевільне щастя» (Аніта Цой) та «Чай з молоком» (Таїсія Повалій).
У квітні 2017 року три сингли композиторки увійшли до числа кращих пісень популярної музичної премії «Шансон Року»: «Чай з молоком» (Таїсія Повалій), «Божевільне щастя» (Аніта Цой) і «Проміжки любові» (Ірина Круг).
У вересні 2017 року на конкурсі «Нова хвиля» у Сочі відбулася прем'єра двох яскравих пісень композиторки Вікторії Коханої — «Осінь під ногами на підошві» у виконанні Наталки Корольової і «Орієнтир любові» у виконанні Тамари Гвердцителі. Ці пісні моментально завоювали любов і симпатію численної аудиторії одного з найпопулярніших музичних фестивалів Росії. У листопаді 2017 року пісні «Серце — будинок для любові» (Таїсія Повалій) і «Божевільне щастя» (Аніта Цой) стали лауреатами премії «Золотий грамофон». 2 грудня 2017 року відразу чотири пісні Вікторії стали лауреатами головного музичного фестивалю Росії — «Пісня Року»: «Не просто любов» (Анна Семенович), «Орієнтир любові» (Тамара Гвердцителі), «Серце — будинок для любові» (Таїсія Повалій) і «Осінь під ногами на підошві» (Наташа Корольова). 13 грудня 2017 року Кохана увійшла до п'ятірки найкращих композиторів за версією «Російської Національної Музичної Премії-2017» та була номінована на звання «Композитор року».
У квітні 2018 року 4 пісні композиторки Вікторії Коханої визнані лауреатами XVII премії «Шансон року». Серед них: «У будинку, де живе моя печаль» (виконує Тетяна Буланова), «Зінаїда» (вик. група «На-на»), «Осінь під ногами на підошві» (вик. Наташа Корольова) та «Серце — будинок для любові» (вик. Таїсія Повалій).
У грудні 2019 року взяла участь у зніманні новорічного мюзиклу «1001 і одна ніч, чи Територія кохання», в якому зіграла роль Візира, а також виконала власну пісню «Ти в очі мені подивись». Крім того в мюзиклі прозвучали інші композиції на музику Коханої: «Орієнтир кохання» Т. Гвєрдцителі, «Серце на серце» М. Басков, «Тільки для рижих» Іванушкі International, «Твоїх рук рідні обійми» Т.Повалій, «Цей рік кохання» Зара. Ефір відбувся 31 грудня на телеканалі НТВ.  
У квітні 2020 року дві композиції на музику В. Коханої здобули премію газети «Московський комсомолець» — ZD AWARDS-2019: «Давай розлуці заборонимо» у виконанні Тамари Гвердцителі та Стаса Михайлова стала найкращою в номінації «Дует року», а «Серце на серце» Миколи Баскова отримала спеціальний приз, як найбільш ротована пісня.
В грудні 2020 року Віктория Кохана була визнана одним з кращих композиторів року на Російській національній музичній премії, а група «Фабрика», з піснею «Зателефонуй, будь сміливішим» на музику Коханої, увійшла в шорт-лист премії як Кращий поп-гурт країни.
5 грудня на фестивалі «Пісня року» прозвучали 4 пісні Коханої: «Любов безсмертна» у виконанні Миколи Баскова, «Особливі слова» (Таїсія Повалій), «Зателефонуй, будь сіливішим» (гурт «Фабрика») і «Тільки для рудих» (гурт Іванушки International).
На даний момент готується до виходу новий альбом Викторії Коханої, в якому будуть представлені пісні композитора, написані в співавторстві з відомими поетами, а серед виконавців альбому - перші зірки російської естради.
Популярні пісні на музику Вікторії Кохана
1. «Юра, прости» (виконує гурт «Неангели»)
2. «Порочний я тобою» (вик. Наташа Корольова і Олександр Маршал)
3. «Стиглий мій» (вик. Слава)
4. «Твоїх рук рідні обійми» (вик. Таїсія Повалій)
5. «Цей рік кохання» (вик. Зара)
6. «Подзвони, будь посмелей» (вик. Марія Рубановська)
7. «Не просто любов» (у співавторстві з Олексієм Романоф, виконує Анна Семенович)
8. «Чай з молоком» (вик. Таїсія Повалій)
9. «Шматочок солодкого пломбіру» (у співавторстві з А. Зубковим, виконують Віктор Рибін та Наталія Сенчукова)
10. «Божевільне щастя» (вик. Аніта Цой)
11. «Сто озер і п'ять морів» (вик. співачка Слава)
12. «Проміжки любові» (вик. Ірина Круг)
13. "Серце — будинок для любові " (вик. співачка Таїсія Повалій)
14. «Зінаїда» (ісп. група «На-На»)
15. «Осінь під ногами на підошві» (у співавторстві з А. Соколовим, виконує Наташа Корольова)
16. «Орієнтир любові» (вик. Тамара Гвердцителі)
17. «У будинку, де живе моя печаль» (у співавторстві з Максимом Покровським, виконує Тетяна Буланова)
18. «Ти в очі мені подивись» (вик. Т. Повалій)
19. «Твій поцілунок» (вик. Слава)
20. «Тільки для рудих» (у співавторстві c Олексієм Романоф, виконує група «Иванушки International»)

У ряді відомих синглів Вікторії Коханої виступає як саунд-продюсер. Серед них:
1. «Абрикосові сни» (муз. Д. Мигдал, вик. Наташа Корольова);
2. «Порочний я тобою» (муз. Вікторія Кохана, вик. Наташа Корольова і Олександр Маршал)
3. «Стиглий мій» (муз. Вікторія Кохана, вик. Слава)
4. «Твоїх рук рідні обійми» (муз. Вікторія Кохана, ісп. Таїсія Повалій)
5. «Немає слова „я“» (муз. А. Пряжников, вик. Наташа Корольова)
6. «Формула щастя» (муз. Сергій Ревтов, вик. Валерія)
7. «Цей рік кохання» (муз. Вікторія Кохана, вик. Зара)
8. «Усмішка Бога веселка» (муз. Сергій Ревтов, вик. Хор Турецького)
9. «Чай з молоком» (муз. Вікторія Кохана, вик. Таїсія Повалій)
10. «Я втомилася…» (муз. Максим Покровський, вик. Наташа Корольова)
11. «Шматочок солодкого пломбіру» (муз. Вікторія Кохана — А. Зубков, вик. Віктор Рибін і Наталія Сенчукова)
12. «Чи знаєш ти» (муз. А. Ктитарев, вик. Хор Турецького)

## Нагороди та премії
- 2014 року — «Пісня року 2014» за дует Наташі Корольової і Олександра Маршала «Порочний я тобою»
- 2014 року — «Пісня року 2014» за композицію «Стиглий мій» у виконанні співачки Слави
- 2015 — «Пісня року 2015» за пісню «Твої рук рідні обійми» у виконанні Таїсії Повалій
- 2015 — «Пісня року 2015» за пісню «Цей рік любові» у виконанні співачки Зари
- 2015 — «Fashion People Awards» в номінації «Fashion відео»
- 2015 — «Fashion People Awards» в номінації «Відкриття року в музичній індустрії»
- 2016 — «Шансон року» за пісню «Твої рук рідні обійми» у виконанні Таїсії Повалій
- 2016 — «Шансон року» за пісню «Шматочок солодкого пломбіру» у виконанні Наталії Сенчуковой і Віктора Рибіна
- 2016 — «Пісня року 2016» за пісню «Чай з молоком» у виконанні  Таїсії Повалій
- 2016 — «Пісня року 2016» за пісню «Божевільне щастя» у виконанні  Аніти Цой
- 2017 — «Шансон року» за пісню «Чай з молоком» у виконанні  Таїсії Повалій
- 2017 — «Шансон року» за пісню «Проміжки любові» у виконанні Ірини Круг
- 2017 — «Шансон року» за пісню «Божевільне щастя» у виконанні  Аніти Цой
- 2017 — «Золотий грамофон» за пісню «Серце — будинок для любові» у виконанні  Таїсії Повалій
- 2017 — «Золотий грамофон» за пісню «Божевільне щастя» у виконанні  Аніти Цой
- 2017 — «Пісня року 2017» за пісню «Не просто любов» у виконанні  Анни Семенович
- 2017 — «Пісня року 2017» за пісню «Орієнтир любові» у виконанні  Тамари Гвердцителі
- 2017 — «Пісня року 2017» за пісню «Серце — будинок для любові» у виконанні  Таїсії Повалій
- 2017 — «Пісня року 2017» за пісню «Осінь під ногами на підошві» у виконанні  Наташі Корольової
- 2018 — «Шансон року» за пісню «У будинку, де живе моя печаль» у виконанні  Тетяни Буланової
- 2018 — «Шансон року» за пісню «Зінаїда» у виконанні групи «На-на»
- 2018 — «Шансон року» за пісню «Осінь під ногами на підошві» у виконанні  Наташі Корольової
- 2018 — «Шансон року» за пісню «Серце — будинок для любові» у виконанні  Таїсії Повалій